# Mario Del Basso
Mario Del Basso (Salerno, 14 novembre 1998) è un pallanuotista italiano, centroboa dell'AN Brescia.

## Biografia

### Squadre di club
Ha giocato nell'Acquachiara nella stagione 2016-2017, nella Roma Vis Nova nella stagione 2015-2016 e nell'Arechi di Salerno nella stagione 2014-2015. Con il Telimar Palermo ha disputato una finale di Coppa LEN. Nel 2023 si trasferisce al Brescia, dove vince una Coppa Italia.

### Nazionale
Nel 2017 partecipa con la nazionale italiana under-20 ai mondiali di categoria a Belgrado. Ha vinto la medaglia d'oro alle Universiadi di Napoli 2019 e partecipato ai Giochi europei di Baku 2015, piazzandosi al quinto posto.

## Palmarès

### Club
- Coppe Italia: 1

AN Brescia: 2023-24

### Nazionale
- Universiadi

Napoli 2019 
Chengdu 2023: 